# Рагуозеро
Рагуозеро — озеро на территории Паданского сельского поселения Медвежьегорского района Республики Карелии.

## Общие сведения
Площадь озера — 1 км². Располагается на высоте 119,2 метров над уровнем моря.
Форма озера двухлопастная, продолговатая: вытянуто с северо-запада на юго-восток. Берега каменисто-песчаные, местами заболоченные.
Из северо-западной оконечности озера вытекает безымянный водоток, втекающий с левого берега в реку Перти, впадающую в Сегозеро.
В озере расположен один небольшой остров без названия.
Вдоль юго-западного берега озера проходит лесная дорога.
Код объекта в государственном водном реестре — 02020001111102000007536.